# Mistrovství světa v letech na lyžích 1988
Mistrovství světa v skocích na lyžích se v roce 1988 konalo 10. - 13. března v západoněmeckém Oberstdorfu na tamním mamutím můstku Heini-Klopfer-Skiflugschanze.

## Výsledky
| *                | Sportovec            | Skok | Body | Celkem |
| ---------------- | -------------------- | ---- | ---- | ------ |
| Zlatá medaile    | Ole Gunnar Fidjestøl |      |      |        |
| Stříbrná medaile | Primož Ulaga         |      |      |        |
| Bronzová medaile | Matti Nykänen        |      |      |        |
| 4                | Pavel Ploc           |      |      |        |
| 5                | Günther Stranner     |      |      |        |
| 6                | Jiří Parma           |      |      |        |
| 7                | Piotr Fijas          |      |      |        |
| 7                | Jon Inge Kjørum      |      |      |        |
| 7                | Werner Schuster      |      |      |        |
| 10               | Matjaž Zupan         |      |      |        |